# Fernando Bermúdez de Castro (abad)

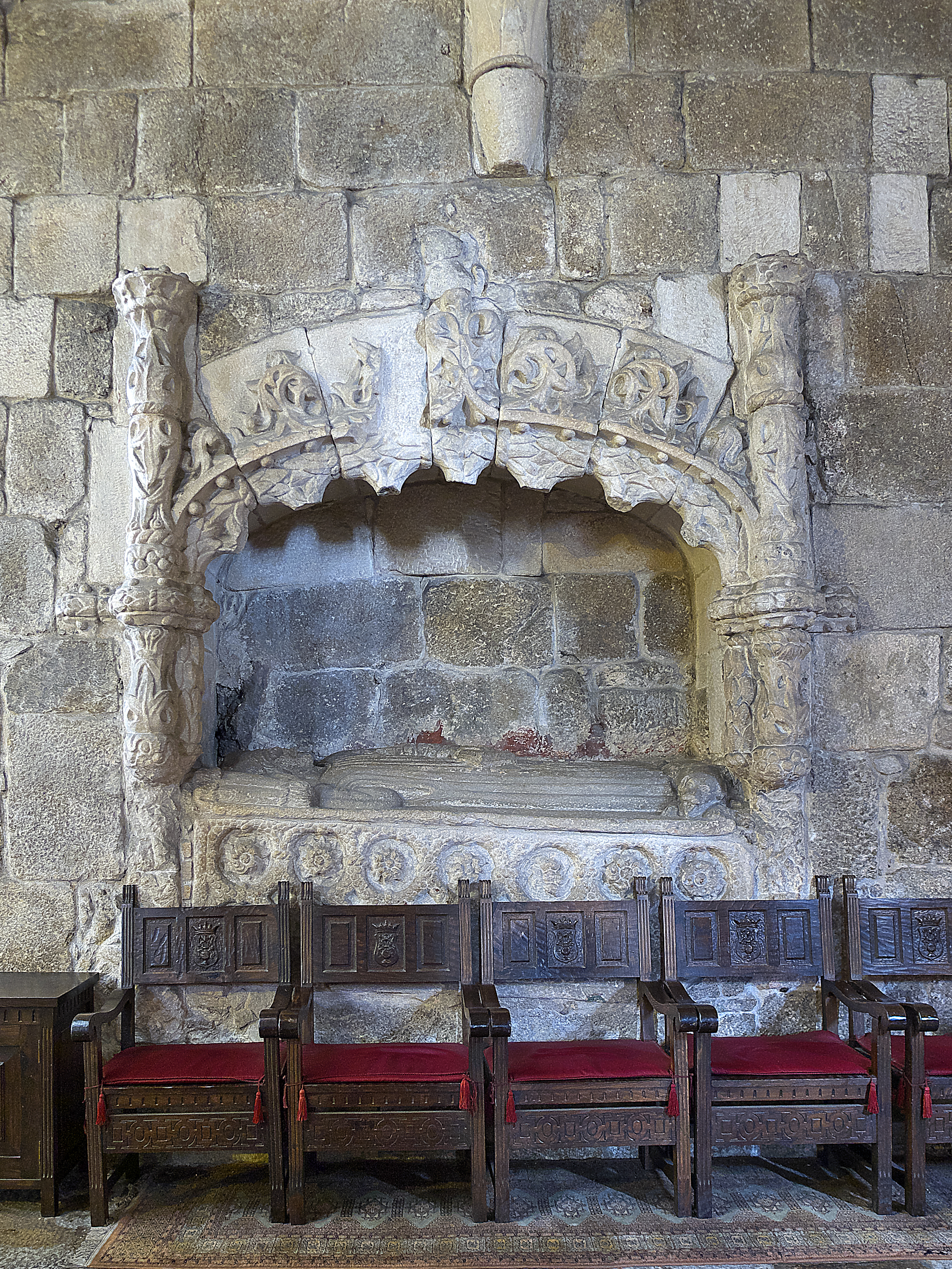
Sepulcro de Fernando Bermúdez de Castro, Colegiata de Santa María del Campo

Fernando Bermúdez de Castro fue el primer abad de la Colegiata de Santa María del Campo de La Coruña, el primer señor de Montaos y el primero en usar el apellido Bermúdez de Castro.

## Padres
Nació hacia 1430 como segundo hijo de Pedro Bermúdez de Montaos “El Viejo” y doña Leonor de Castro y Guzmán. Su padre administraba, en nombre del arzobispo de Santiago, las merindades de Montaos, Vilaprego y Dubra, en la actual provincia de La Coruña, y la fortaleza de Penaflor, en la actual provincia de Pontevedra. Su madre era hija de Alonso de Castro, I señor de Castroverde y prima de los titulares del Condado de Lemos.

## Religioso a cargo de señorío laico
A la muerte de su padre, en 1445, su hermano Pedro recibió en feudo, del arzobispo de Santiago, los bienes que había usufructuado su padre. Fernando, como tantos segundones de la época, optó por la vocación religiosa. Sin embargo, la muerte sin sucesión de Pedro provocó que Fernando se encargara de los bienes familiares: en un documento de 1464 aparece como Arcediano de Nendos y tomando decisiones como señor de Montaos. Lejos de renunciar a su vocación religiosa, combinó ambas realidades para sacar el máximo partido: como religioso llegó a ser deán de la catedral de Santiago de Compostela y fue el primero de su linaje en proclamarse abiertamente señor de Montaos.

## Concesiones de los Reyes Católicos
Fernando tuvo un hijo natural llamado Pedro Bermúdez de Castro del que solicitó su legitimación. Los Reyes Católicos le concedieron tal legitimación y solicitaron al papa Alejandro VI, a petición del propio Fernando, que la Colegiata de Santa María del Campo de La Coruña se erigiera como Abadía Secular de la que Fernando se convirtió en su primer abad. Con todo ello, nada le impedía ya establecer el vínculo y mayorazgo de Montaos en favor de su hijo Pedro Bermúdez de Castro, lo que se redactó el 12 de enero de 1494 en el puerto de Caión.

## Muerte y sepultura
Fernando Bermúdez de Castro, anciano, «hestando dentro de su fortaleza de Caión, hechado, con su seso, juyçio y entendimiento natural, hizo testamento» el 11 de enero de 1515. Yace enterrado en la Colegiata de la que fue su primer abad.